# Arthur Monck (7e baronnet)
Arthur Edward Middleton, 7e baronnet (12 janvier 1838 - 1er avril 1933) est un député britannique de la ville de Durham.

## Biographie
Il est né Arthur Edward Monck, fils de Charles Atticus Monck (1805–1856), fils de Charles Monck (6e baronnet) du château de Belsay, Northumberland. Sa mère Laura, est la fille de Matthew White Ridley (1778–1836) 3e baronnet de Blagdon Hall, Northumberland. Il fréquente Rugby School et s'inscrit au Trinity College de Cambridge en 1856. Il obtient son BA en 1860 et est admis à l'Inner Temple le 5 avril de la même année.
Il hérite du titre de baronnet et du château de Belsay à la mort de son grand-père le 20 juillet 1867. Il reconstruit le manoir de 1614 et restaure la tour Pele avec l'aide de l'architecte Charles John Ferguson. Son grand-père avait changé son nom de Middleton en Monck en 1799, et le 12 février 1876, le 7e baronnet et ses frères changent leur nom de Monck en Middleton.
Middleton et Farrer Herschell sont sélectionnés pour le Parti libéral après que les élections générales de 1874 dans la ville de Durham aient été annulées sur pétition. Il est élu comme l'un des deux députés à l'élection partielle de 1874. Il se retire de la Chambre des communes lors des élections générales de 1880. Il est ensuite haut shérif de Northumberland pour 1884.
Le 8 novembre 1871, il épouse Constance Harriet Amherst, fille de William Amherst (2e comte Amherst). Middleton survit à son fils aîné Gilbert (né en 1873) et est remplacé par son fils Charles Middleton, 8e baronnet (1874–1942). Il est l'auteur de An Account of Belsay Castle in the County of Northumberland, publié en 1910, et de Sir Gilbert de Middleton and the Part he take in the Rebellion of the North in 1317, publié en 1918.